# Ce jour-là (livre)
Pour les articles homonymes, voir Ce jour-là.
 (août 2025).
Si vous disposez d'ouvrages ou d'articles de référence ou si vous connaissez des sites web de qualité traitant du thème abordé ici, merci de compléter l'article en donnant les références utiles à sa vérifiabilité et en les liant à la section « Notes et références ».
Ce jour-là est un livre de Willy Ronis publié au Mercure de France dans la collection Traits et Portraits en 2006.

## Présentations
Le livre regroupe les pensées de Willy Ronis sur 52 de ses photographies. Chaque petit texte commence par « ce jour-là » et est accompagné de la photo expliquée.

## Liste des œuvres présentes dans le recueil
Liste des œuvres présentes dans le recueil :
| - La Vieille Dame Dans un Parc - Chez Maxe, Joinville - Noël 1952, Fascination - Place Vendôme - La Rosalie - Port-saint-louis-du-rhône - le fil Cassé - île de la Réunion - Métro Aérien - Belleville - Vieux Marché Couvert, Thessalonique - en Parapente à Valmorel - Jules et jim | - le Retour des Prisonniers, Printemps 1945 - les Amoureux du Pont des Arts - Marie-anne, Dans un Village du Tessin - Place des Vosges - Spakenburg, Hollande - Noël 1954, la Bicyclette - île Saint-Louis, 14 juillet 1961 - rue des Canettes, 14 juillet 1955 - la Mort de Sardanapale - nu Dans une Mansarde - Palais Pouchkine - Bohémiens à Montreuil - Anciennes Fortifications | - Puces, Porte de Vanves - la Marchande de Frites - la Sieste, Gordes - le Chat Dans la Colline - la Corvée D'eau, Gordes - la Forge - la Reine D'un Jour - la Pause - la Compagnie de L'ours Funanbule - L'habillage des Beaucairoises - Venise, la Giudecca - écluses à Anvers - Daphné | - Petite Fille Contre es Roues, Vieux-ferrette - le Vigneron Girondin - Marseille, le Vallon des Auffes - la Partie de Tarot - les Adieux du Permissionnaire - L'ombre de la Colonne de la Bastille - rue Muller - rue Rambuteau - Nanterre - rue de la Huchette - Marie-Anne et Vincent Jouant aux Boules de Neige - le Petit Parisien - L'école |